# Raiffeisenbank Oberland
Die Raiffeisenbank Oberland eG ist eine Genossenschaftsbank mit Sitz in der bayerischen Marktgemeinde Marktleugast im Landkreis Kulmbach. Sie ist nicht zu verwechseln mit der ähnlich firmierenden Raiffeisenbank im Oberland eG mit dem Sitz in Bad Tölz.

## Geschichte
Die heutige Raiffeisenbank Oberland eG wurde am 2. Juli 1896 in Marktleugast gegründet und entstand im Jahr 1972 als Raiffeisenbank Oberland eGmbH durch die Fusion der Raiffeisenkasse Enchenreuth eGmbH mit dem Sitz in Enchenreuth mit der Raiffeisenbank Presseck eGmbH mit dem Sitz in Presseck und der Raiffeisenbank Marktleugast eGmbH mit Zweigstellen in Grafengehaig und Hohenberg mit dem Sitz in Marktleugast. Im Jahr 1973 fusionierte die Raiffeisenbank Oberland eGmbH dann letztmals mit der Raiffeisenkasse Marienweiher eGmbH mit dem Sitz in Marienweiher. 
Im Jahr 1964 fusionierte die Raiffeisenbank Marktleugast eGmbH mit der Raiffeisenkasse Neuensorg-Traindorf eGmbH mit dem Sitz in Neuensorg und dann im Jahr Raiffeisenkasse Hohenberg eGmbH mit dem Sitz in Hohenberg zur Raiffeisenbank Marktleugast eGmbH mit Zweigstellen Hohenberg, Neuensorg. Wiederum drei Jahre später im Jahr 1970 erfolgte die Fusion der Raiffeisenkasse Grafengehaig eGmbH mit dem Sitz in Grafengehaig zur Raiffeisenbank Marktleugast eGmbH mit Zweigstellen in Grafengehaig und Hohenberg.

## Rechtsverhältnisse
Die Raiffeisenbank Oberland eG ist im Genossenschaftsregister beim Amtsgericht Bayreuth unter GnR 38 eingetragen.

## Organisationsstruktur
Rechtsgrundlagen sind das Genossenschaftsgesetz und die durch die Generalversammlung beschlossene Satzung. Organe der Bank sind der Vorstand, der Aufsichtsrat und die Generalversammlung.

## Sicherungseinrichtung
Die Raiffeisenbank Oberland eG ist der amtlich anerkannten Sicherungseinrichtung des Bundesverbandes der Deutschen Volksbanken und Raiffeisenbanken GmbH und der zusätzlichen freiwilligen Sicherungseinrichtung des Bundesverbandes der Deutschen Volksbanken und Raiffeisenbanken e.V. angeschlossen.

## Geschäftsausrichtung
Die Raiffeisenbank Oberland eG betreibt das Universalbankgeschäft. Im Verbundgeschäft arbeitet sie mit der DZ Bank, R+V Versicherung, Bausparkasse Schwäbisch Hall, Teambank, VR Leasing, DZ Hyp und der Union Investment zusammen.

## Geschäftsgebiet
Das Geschäftsgebiet liegt im Osten des Landkreises Kulmbach und im Westen des Landkreises Hof.
An diesen Orten betreibt die Bank Filialen:
- Marktleugast (Hauptstelle, jur. Sitz)
- Grafengehaig (Geschäftsstelle)
- Hohenberg (Geschäftsstelle)
- Enchenreuth (Geschäftsstelle)
- Presseck (Geschäftsstelle)
- Marienweiher (Geschäftsstelle)